# Pedicularis trichomata
Pedicularis trichomata är en snyltrotsväxtart som beskrevs av Hui Lin Li. Pedicularis trichomata ingår i släktet spiror, och familjen snyltrotsväxter. Inga underarter finns listade i Catalogue of Life.